# WxWidgets
wxWidgets е програмна библиотека за създаване на графични потребителски интерфейси.

## Описание
Библиотеката е написана на C++ и използва възможностите на обектно ориентираното програмиране. Освен това е и междуплатформен софтуер с отворен код.
Първоначалният разработчик е Джулиан Смарт от Единбургския университет, впоследствие проектът се развива от стотици доброволци.